# 커맨드 키

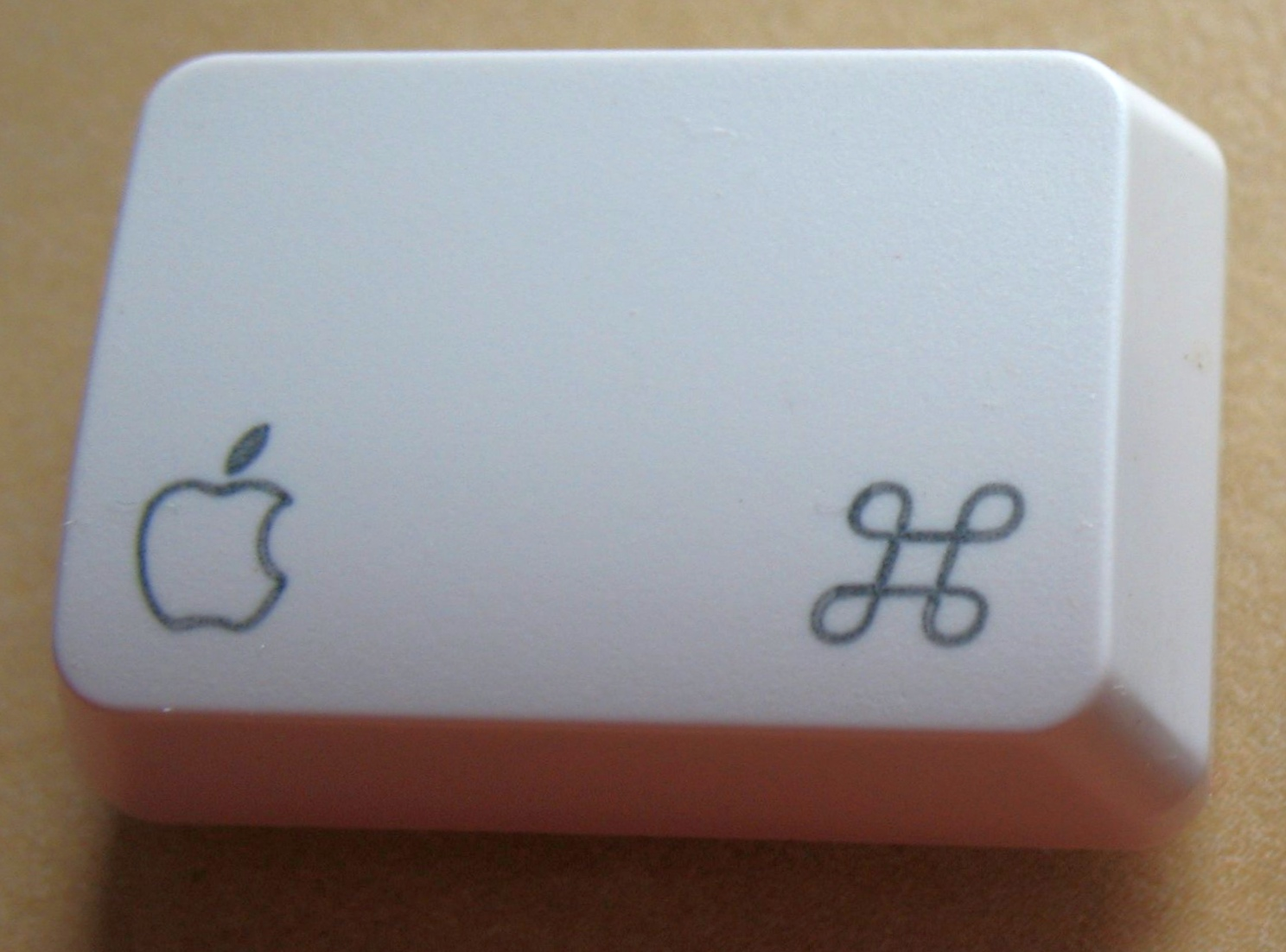
커맨드 키

커맨드 키(영어: Command, 약자: Cmd, ⌘ cmd)는 애플 맥의 고유한 키이다. 윈도우용 키보드(일반 키보드 (QWERTY 배열))의 윈도우 키, 또는 Ctrl 키 역할을 하는 키이다. 커맨드 키는 애플 키보드의 맨 밑에 스페이스 바 왼쪽에 위치해 있다.
커맨드 키에 사용되는 기호(⌘)는 유니코드로는 U+2318, HTML로는 U+2318 ⌘  (HTML: &#8984;))로 표기한다.

## 역사
1979년 애플 II 플러스때까지 출시된 애플의 컴퓨터에는 명령 키가 없었다. 명령 키가 도입된 최초의 모델은 1980년형 애플 III로, 키보드의 맨 아래 줄에 있는 스페이스 바 왼쪽에 두 개의 단색 애플 키가 있다. 다른 두 대의 초기 애플 컴퓨터인 1982년 애플 IIe와 1984년 애플 IIc에도 스페이스 바의 왼쪽과 오른쪽에 하나씩 두 개의 키가 도입되었다. 이 모델에서 이 키는 연결가능한 조이스틱의 처음 두개의 발사 버튼이 매핑되었다. 애플 II는 한 번에 하나의 키 누름만 등록할 수 있었기 때문에, 몇 개의 추가 전선과 ROM 변경 없이 수정자 키와 기본 키(예: 열린 애플 키와 C키 조합으로 복사)를 유연하게 조합할 수 있었다. (Shift 키와 Control 키는 ASCII 코드를 생성하는 키보드 인코딩 하드웨어에서 처리되었다.) 이 모든 경우에서 왼쪽 애플 키는 비어 있는 "열린" 애플 로고를, 오른쪽 애플 키는 채워진 "닫힌" 애플 로고 키를 가지고 있었다. 애플 리사는 닫힌 애플 로고만 가지고 있었다.
1984년 매킨토시가 도입되었을 때, 스티브 잡스가 메뉴 전체에 키보드 단축키로 애플 로고가 표시되는 것을 "taking [it] in vain".이라고 말했기 때문에, 키보드에는 루프 모양의 사각형 기호(⌘, U+2318)를 가진 단일 명령 키로 바뀌었다> 따라서 매킨토시 메뉴에 ⌘ 기호는 매킨토시 메뉴에서 기본 수정자 키 기호로 나타난다. 또한 원래의 매킨토시에는 주로 확장 문자를 입력하는 데 사용되는 옵션 키가 있었다.
1986년 Apple IIGS가 도입되었다. 매킨토시 SE와 같은 새로운 매킨토시 컴퓨터와 마찬가지로, 애플 데스크탑 버스를 키보드와 마우스에 사용했다. 하지만, 여전히 애플 II 기종이였다. 애플은 IIGS 키보드의 키를 맥 키보드와 같이 커맨드·옵션으로 변경했지만 이전 세대의 애플 II 애플리케이션과의 정합성을 위해 명령 키에 열린 애플 로고를 추가했다(옵션 키에는 닫힌 애플 키가 없었는데, 아마도 애플 II 응용 프로그램이 열린 애플 키보다 훨씬 더 드물게 닫힌 애플 키를 사용했기 때문인 것으로 보고 있다.). 모든 ADB 키보드는 IIGS와 함께 사용할 수 있기 때문에 애플의 모든 ADB 키보드(Mac용 키보드 포함)에도 열린 애플 로고가 필요했으며, 이것이 20년 이상 유지되어 애플 II 시리즈가 생산이 중단된 후에도 오랫동안 혼란을 야기했다.
애플 기호는 2007년 키보드의 재설계에서 제거되어 키 명칭을 표시할 수 있는 공간이 생겼으며, 이로서 "command"이라는 단어가 키캡에 인쇄되었다.

## 기능
커맨드 키의 주용도는 사용자가 응용 프로그램과 시스템에 단축키를 입력할 수 있도록 하는 것이다. 매킨토시 휴먼 인터페이스 가이드라인은 항상 개발자가 단축키 용도를 커맨드 키(컨트롤 키나 옵션 키가 아닌)로 사용하도록 권장해 왔다. 일부 키보드 명령(예: 잘라내기 및 붙여넣기, 열기 및 저장)은 거의 모든 응용 프로그램에서 표준이며, 다른 많은 명령도 표준화되어 있다(찾기, 글꼴 표시).  응용 프로그램에 로마자 26자로 얻을 수 있는 것보다 더 많은 단축키가 필요한 경우 Command+Option과 같은 이중 수정자가 사용된다.
마이크로소프트 윈도우에서 Control 키 및 Alt 키를 혼합하여 사용하는 것과 대조적으로 이 체계의 한 가지 이점은 Control 키를 터미널 응용 프로그램에 제어 문자를 입력하는 원래 목적으로 사용할 수 있다는 것이다.  (사실 최초의 매킨토시에는 Control 키가 없었다가, 호환되는 터미널 소프트웨어를 허용하기 위해 곧 추가되었다.)
매킨토시 키보드의 다른 특이한 수정자 키인 옵션 키는 키보드 단축키 입력과 텍스트 입력을 위한 수정자 역할을 한다. 이 키는 외래 문자, 인쇄 기호 및 기타 특수 문자를 입력하는 데 사용된다.
|  | macOS |  | Windows |
|  | ----- |  | ------- |
|  | ⌘C    |  | Ctrl+C  |
|  | ⌘V    |  | Ctrl+V  |

## 같이 보기
- 옵션 키
- Control 키